# SunPower
SunPower è un'azienda leader nel settore fotovoltaico e nella produzione di pannelli fotovoltaici dal 1985.
La sua sede centrale nella Silicon Valley sin dal 1985 produce pannelli fotovoltaici con il rendimento più alto al mondo, dotati di tecnologia delle celle SunPower Maxeon. Detiene oltre 750 brevetti nel settore della tecnologia fotovoltaica.